# Ezetimibe
L'ezetimibe è un farmaco capace di inibire selettivamente l'assorbimento intestinale del colesterolo assunto con la dieta e di quello proveniente dalla bile, senza causare gli effetti collaterali tipici delle resine sequestranti gli acidi biliari. È possibile l'associazione e la somministrazione contemporanea con le statine.
È commercializzato come Absorcol, Ezetrol, Zetia, in associazione con simvastatina come Goltor, Vytorin, Inegy e, in associazione con rosuvastatina, come Rosumibe e Cholecomb.

## Chimica
L'ezetimibe è un derivato trifenilico dell’azetidinone (composto eterociclico azotato a quattro atomi), la cui denominazione è (3R,4S)-1-(4-fluorofenil)-3-[(3S)-3-(4-fluorofenil)-3-idrossipropil]-4-(4-idrossifenil)azetidin-2-one; il 2-azetidinone costituisce anche la struttura centrale degli antibiotici b-lattamici.

## Farmacodinamica
L'ezetimibe appartiene a una nuova classe di sostanze ipolipemizzanti che inibiscono selettivamente l'assorbimento del colesterolo e dei relativi steroli vegetali a livello del piccolo intestino e del fegato.
Il bersaglio molecolare di ezetimibe è un trasportatore degli steroli, la proteina Niemann-Pick C1-Like 1, presente nell'uomo e nei primati sia nell'orletto a spazzola delle cellule epiteliali intestinali sia nella membrana canalicolare delle cellule epatiche e responsabile della captazione di colesterolo e fitosteroli. Nei roditori NPC1L1 è invece espressa esclusivamente nell'intestino tenue.
L'ezetimibe legandosi a NPC1L1 dell'epitelio dell'intestino tenue inibisce l'assorbimento del colesterolo, determinando una riduzione del transito del colesterolo intestinale (in forma di chilomicroni remnants) nel fegato. 
Il diminuito apporto di colesterolo al fegato causa la sovraregolazione dei recettori LDL sulla superficie delle cellule epatiche e un aumento della captazione delle LDL nelle cellule, diminuendo così i livelli plasmatici di LDL. A livello epatico, poiché NPC1L1 riassorbe il colesterolo dalla bile negli epatociti, la sua inibizione da parte di ezetimibe blocca il riciclo del colesterolo biliare negli epatociti e ne favorisce l'eliminazione con la bile e poi (per l'azione di ezetimibe a livello intestinale) con le feci.
L'inibizione farmacologica dell'assorbimento del colesterolo stimola, come meccanismo compensatorio, la sintesi endogena di colesterolo (vedi colesterolo - metabolismo) e ciò rende meno potente l'effetto ipocolesterolemizzante di ezetimibe. Proprio in considerazione di questo effetto compensatorio, trova il suo razionale l'associazione terapeutica tra ezetimibe e statine.
Quale conseguenza di queste azioni, in monoterapia (10 mg/die), l’ezetimibe riduce del 50% circa l'assorbimento intestinale del colesterolo, del 15-20% la concentrazione plasmatica del colesterolo LDL e di oltre il 40% le concentrazioni di campesterolo e sitosterolo, riducendo in tal modo la probabilità di eventi cardiovascolari ischemici. In uno studio sperimentale in topi geneticamente predisposti all'aterosclerosi (topi ApoE-/-) trattati con dieta altamente aterogena, ezetimibe ha ridotto l'estensione delle lesioni aterosclerotiche aortiche dal 20% al 4% circa. Tuttavia tale effetto non è stato riscontrato nell'uomo: gli studi clinici che hanno impiegato l'associazione ezetimibe-statina non hanno rilevato significative riduzione delle lesioni aterosclerotiche delle carotidi.

## Farmacocinetica
Dopo la somministrazione orale il farmaco viene ben assorbito dal tratto gastrointestinale e ampiamente metabolizzato nell'intestino tenue e nel fegato, grazie a un processo di coniugazione, a ezetimibe-glucuronide, metabolita farmacologicamente attivo.
Le concentrazioni plasmatiche di picco (Cmax) si registrano nel giro di 1-2 ore per ezetimibe-glucuronide. Ezetimibe e la sua forma glucuronata sono legati alle proteine del plasma  rispettivamente per il 99,7% e per l'88-92%. Il farmaco è escreto per via biliare e solo in minima parte per via urinaria. Sia ezetimibe sia ezetimibe-glucuronide sono lentamente eliminati dal plasma e gli studi hanno evidenziato l'esistenza di un significativo ciclo enteroepatico. L'emivita plasmatica di ezetimibe e del suo principale metabolita glucuronato è di circa 22 ore.
Ezetimibe non ha un significativo effetto inibitore o induttore sul citocromo P-450 e relativi isoenzimi, il che spiega il suo numero limitato di interazioni farmacologiche. Non si rende necessario alcun aggiustamento del dosaggio nei pazienti con insufficienza renale o disfunzione epatica lieve (punteggio di Child-Pugh 5-6). Il farmaco non è raccomandato nei pazienti con insufficienza epatica moderata o grave (punteggio di Child Pugh >9).

## Usi clinici
L'ezetimibe, in aggiunta alle normali misure dietetiche, è indicato per:
- in monoterapia per il trattamento di pazienti con ipercolesterolemia primaria, nei quali le statine non sono indicate o non sono tollerate.
- in associazione con un inibitore della HMG-CoA reduttasi (statine), in quei soggetti affetti da ipercolesterolemia primaria che non sono controllati adeguatamente dalla sola statina.

## Effetti collaterali e indesiderati
In monoterapia l'ezetimibe può determinare dolore addominale, diarrea, flatulenza e senso di affaticamento. Meno frequentemente si verificano mialgie o artralgie, spasmi muscolari, riduzione dell'appetito, vampate di calore, ipertensione arteriosa.

In associazione con un inibitore della HMG-CoA reduttasi (statina) l'ezetimibe può causare mialgia, cefalea e un aumento delle ALT e AST.

Meno comunemente si registrano xerostomia, gastrite, prurito, orticaria.

Molto raramente si possono verificare ittero ed epatiti, che possono evolvere fino alla insufficienza epatica, pancreatiti, colelitiasi, colecistiti, trombocitopenia, gravi miopatie e rabdomiolisi.

## Sovradosaggio
In letteratura sono riportati alcuni casi di sovradosaggio. In tali casi si ricorre all'emesi o alla lavanda gastrica e alle normali misure sintomatiche e di supporto.